# Acer cissifolium
Acer cissifolium é uma espécie de árvore do gênero Acer, pertencente à família Aceraceae.